# Labor Pains (Los Simpson)
Labor Pains llamado Dolores de parto en Hispanoamérica y Un trabajo embarazoso en España, es el quinto episodio de la vigesimoquinta temporada de la serie animada Los Simpsons y el 535 de la misma. Fue escrito por Don Payne y Mitchell H. Glazer y dirigido por Matthew Faughnan, y se emitió en Estados Unidos el 17 de noviembre de 2013 por FOX. La estrella invitada es Elisabeth Moss. En este episodio, Homer asiste a una embarazada que da a luz en un ascensor, mientras que Lisa es reclutada por las porristas de slanfrdg

## Sinopsis
Una noche, Homer va al departamento de Carl a jugar póquer con sus amigos. Gana varias veces y decide retirarse porque no quería quitarle más dinero a sus amigos. En el ascensor, se encuentra con Gretchen, una mujer a punto de dar a luz. . Homer intenta calmarla cuando, de repente, se apaga la luz. Él prende una vela, que había agarrado anteriormente en el departamento de Lenny, y luego ayuda Gretchen a parir. Cuando nace, se dan cuenta de que es un niño. Gretchen agradece a Homer y luego se vuelve a prender la luz del elevador.
Homer comienza a pasar tiempo con el bebe, a quien Gretchen había nombrado Homer Jr. Un día, Marge va a buscar a Homer al departamento de Carl. Entonces, oye su voz en el apartamento de al lado. Ella cree que Homer la está engañando pero él le explica la verdad. Marge acepta, a regañadientes, que su esposo vea al bebé. 
Para que Marge no se enoje, Homer decide llevar a sus "cuatro" hijos al zoológico. Allí, comienza una pelea entre Maggie y Homer Jr. por el helado. En un momento de distracción de Homer, el pequeño empuja el carrito de Maggie con ella dentro. Maggie va rodando y logra detenerse porque agarra una Dino varita, con la que se ayuda para trabar las ruedas. En ese momento entra Marge, saca a su hija del carro y, esta vez más decidida, le dice a Homer que no volverá a ver al bebe.   
Homer lleva a Homer Jr. a la casa de Gretchen. Para su sorpresa, el padre del pequeño estaba allí porque había vuelto del ejército. Al final Homero se despide por última vez, ya que el niño parecía haberse olvidado de él, y se va. Cuando llega a su casa, estaciona el auto en el garaje. Entonces, Maggie aparece y le da su muñeca para que Homer la cuide.    
En el departamento de Gretchen, Homer Jr. abre una cerveza con sus llaves de juguete y se la sirve a su papá al estilo de un bar.   
En los créditos, Lisa asiste a un partido de fútbol americano con Milhouse. Las porristas necesitan una niña para su rutina y eligen a Lisa. Al terminar el partido, se encuentra con las animadoras y observa que el texano rico les paga muy poco. Lisa pregunta por qué su sueldo es tan escaso y las porristas le explican que si se quejan las transforman en mascotas. Entonces, a la pequeña se le ocurre convocar a una huelga de animadoras ya que son explotadas laboralmente. La falta de animación provoca que los espectadores no tengan emoción durante los partidos. Finalmente, el texano acepta aumentar la paga de las animadoras.

### Créditos
Durante los créditos, se ven los distintos productos para los que las porristas prestan su imagen.